# Julie Volpelière
Julie Volpelière est une artiste peintre française, spécialiste du portrait et de la peinture d'histoire, née à Marseille le 4 février 1780 et morte à Paris le 7 novembre 1842. Élève de Gioacchino Serangeli, elle expose au Salon de 1808 à 1839.

## Biographie
Née à Marseille le 4 février 1780, Louise Pauline Julie Volpelière étudie la peinture à Paris dans les années 1800 auprès de Gioacchino Serangeli, un ancien élève de Jacques-Louis David, originaire de la péninsule italienne et établi dans la capitale française depuis 1790.
Au Salon de 1810, elle reçoit une médaille d'or de deuxième classe.
Elle meurt à Paris le 7 novembre 1842, à son domicile du 13, rue de la Grange-Batelière, « à la suite d'une longue et douloureuse maladie », selon le Journal des artistes. L'un des témoins de son acte de décès est le peintre Jean-Étienne-Franklin Dubois (1796-1854).

## Œuvres

### Collections institutionnelles
- Portrait de George Barkworth, 1826, huile sur toile, 71 × 57 cm, Kingston upon Hull, Guildhall (en), KINCM:2005.108[7];
- La Vierge à la grappe, copie d'après Pierre Mignard; huile sur toile; Centre national des arts plastiques, en dépôt à la mairie de Lyon, Inv. FNAC PFH-5609; achat par commande à l'artiste pour l'église Saint-Georges de Lyon, 1831[8],[9];
- Portrait de Louis-Philippe, copie, vers 1831; huile sur toile; Centre national des arts plastiques, en dépôt à Quimper à la préfecture du Finistère; commande d'État à l'artiste[10],[11];
- Portrait de Jean-Baptiste Jourdan, copie d'après Horace Vernet, 1834, huile sur toile, 72 × 55 cm; Versailles, château de Versailles, MV 2377 ; commande d'État pour la salle de 1792 du musée de l'Histoire de France de Louis-Philippe Ier[12];
- Le Maréchal Lannes (en buste), copie d'après le portrait en pied par François Gérard, 1834, huile sur toile, 74 × 59 cm; Paris, musée de l'Armée, Inv 10, Ea 131; commande d'État pour le musée de l'Histoire de France de Louis-Philippe Ier[13],[14];
- Guillaume Gouffier de Bonnivet, amiral de France, copie d'après un original du XVIIe siècle, 1834; huile sur toile, 48 × 38 cm; commande d'État pour le château d'Eu; Eu, musée Louis-Philippe du château d'Eu, inv 2001.1.11[15],[16];
- Portrait en pied du roi Louis-Philippe, d'après François Gérard, vers 1837; huile sur toile, 230 × 160 cm; Centre national des arts plastiques, en dépôt depuis 1837 à Narbonne, au musée d'Art et d'Histoire, Inv. : FNAC PFH-6277; commande d'État à l'artiste[17];
- Sainte Catherine, copie d'après Murillo, huile sur toile; Centre national des arts plastiques, en dépôt à la mairie de Jargeau (1843), Inv. FNAC PFH-2114; achat par commande à l'artiste en 1842 pour l'église de Jargeau[18],[19];

Œuvres détruites ou disparues autrefois conservées dans une collection institutionnelle
- Portrait de Talma, rôle de Hamlet, copie, 76,8 × 62,7 cm, don du gouvernement, conservé en 1841 au musée des Beaux-Arts de Strasbourg[20], détruit le 24 août 1870 avec le reste de la collection[21].
- Sainte Famille (d'après Raphaël) 130 × 97 cm, dépôt du musée du Louvre à Guise, LP 4648, oeuvre recherchée[22]

### Envois aux Salons
Œuvres non localisées, sauf mention contraire.
- 1810 : Plusieurs portraits (no 216)[24].
- 1812
  - Portrait en pied de Mlle L*** (no 971)
  - Portrait de Mlle D*** (no 972)
  - Une baigneuse (no 973)

- 1814

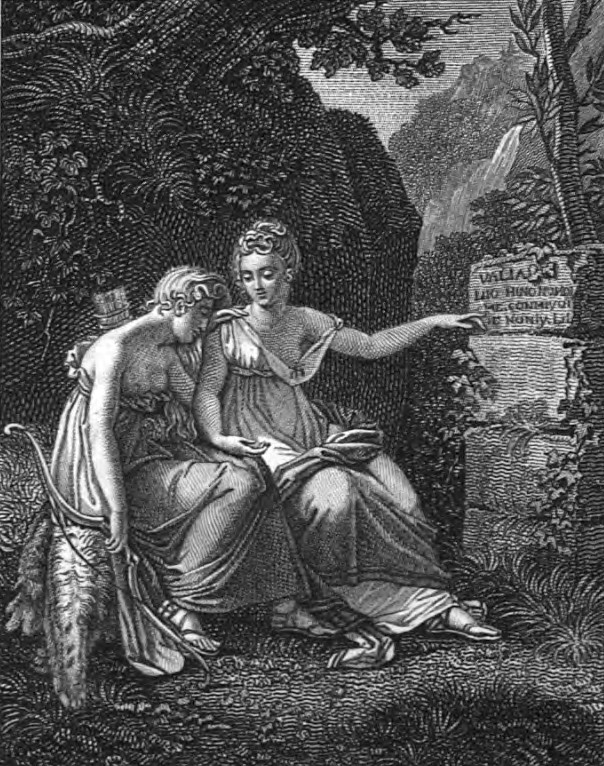
Les Jeunes Calédoniennes, gravure anonyme d'après le tableau présenté par Julie Volpelière au Salon de 1814

  - Deux jeunes Calédoniennes arrêtées près du tombeau d’un guerrier (no 960)
  - Portrait de Mme T...y (no 961)
  - Etude de jeunes filles (no 961)
  - Portrait de Mlle Antoinette Béfort (no 963), sa condisciple dans l'atelier de Serangeli
- 1817
  - Portrait de M. le comte de C***, enseigne dans la marine royale (no 784)
  - Portrait de Mme la baronne de H*** (no 785)
- 1819
  - Portrait en pied de Mme le C. de C... (no 1187)
  - Portrait de Maître G... (no 1188)
  - Tête d’étude d’une jeune fille (no 1189)
  - Tête d’étude d’une jeune mendiante (no 1190)
  - Virgile composant la dixième églogue (no 1191)
  - Une Sainte Famille (no 1192)
  - Portrait de Mlle ***, en paysanne italienne (no 1193)
- 1822
  - Portrait en pied de Mme B... et de ses deux enfans (sic) (no 1330)
  - Un Amour endormi (no 1331)
  - Portrait en pied de Mme X*** (no 1332)
  - Une jeune paysanne suisse (no 1333)
  - Portrait de M. A. D. (no 1334)
- 1824
  - Trait d'une jeune princesse de la Souabe — Se promenant seule, elle rencontre une mendiante dont l'enfant est au moment d'expirer ; mère elle-même et nourrice, elle lui donne le sein (no 1738)
  - Portrait en pied de Mme Veuve A. J. (no 1739) — remarqué par le critique Auguste Jal, qui le décrit comme un « portrait d'une jeune dame, arrangeant une palette »[25];
  - Portrait de Mme la comtesse de C. (1er Supplément - Peinture, (no 2260)
  - Plusieurs portraits, même numéro (2e Supplément - Peinture, (no 2359)
- 1827
  - Portrait à mi-corps de Mme D. (no 1046)
  - Un jeune berger (no 1047)
  - Portrait de la comtesse L. C. de C. (refusé par le jury)[26]
  - Portrait de jeune homme (soumis en retard au Salon, sort inconnu, n'apparaît pas au livret de l'exposition)[27]
- 1831
  - Une odalisque (no 2140)
  - Deux jeunes filles (no 2141)
  - Portrait de Mlle *** (no 2142)
  - Portrait de M***, avocat (no 2143)
- 1833
  - Une veuve et ses enfants (no 2418)
  - Deux petits paysans (no 2419)
- 1834 : Portrait à mi-corps du fils de M. L. C. (no 1933)
- 1835
  - Jeune femme dans un paysage (no 2147), collection de M. Leroux en 1835 ;
  - Portrait de M. le baron de L..., ancien colonel (no 2148).
- 1836
  - Une Vénitienne (no 1832) ;
  - Zuleika, fiancée d'Abydos / (Don Juan, chap. Ier) (no 1832) ;
  - Portrait de Mme de ... (no 1834).
- 1837
  - Une jeune fille (no 1834) ;
  - Portrait de Mr W. de L... (no 1835).
- 1838
  - La jeune Noun recevant la première leçon de guitare d'Indiana, d'après le roman Indiana (1832) de George Sand (no 1781) ;
  - Jeune fille portant une corbeille (no 1782) ;
  - Jeune fille coiffée d'un chapeau de paille (no 1783).
- 1839
  - Une Gipsy (no 2097) ;
  - Portrait en pied du fils de M. L... (no 2098) ;
  - Portrait de M. L. B... (no 2099) ;
- 1840 (tous les tableaux soumis par l'artiste sont refusés par le jury)
  - Portrait de Mlle L. V. (refusé par le jury)[28] ;
  - Portrait de Mariquitta (refusé par le jury)[29] ;
  - Jeune fille tenant un chat (refusé par le jury)[30].

### Galerie

Sélection d'œuvres de Julie Volpelière
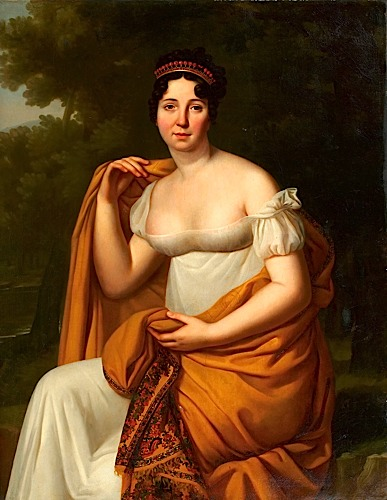
Portrait de femme au châle jaune, années 1800-1810
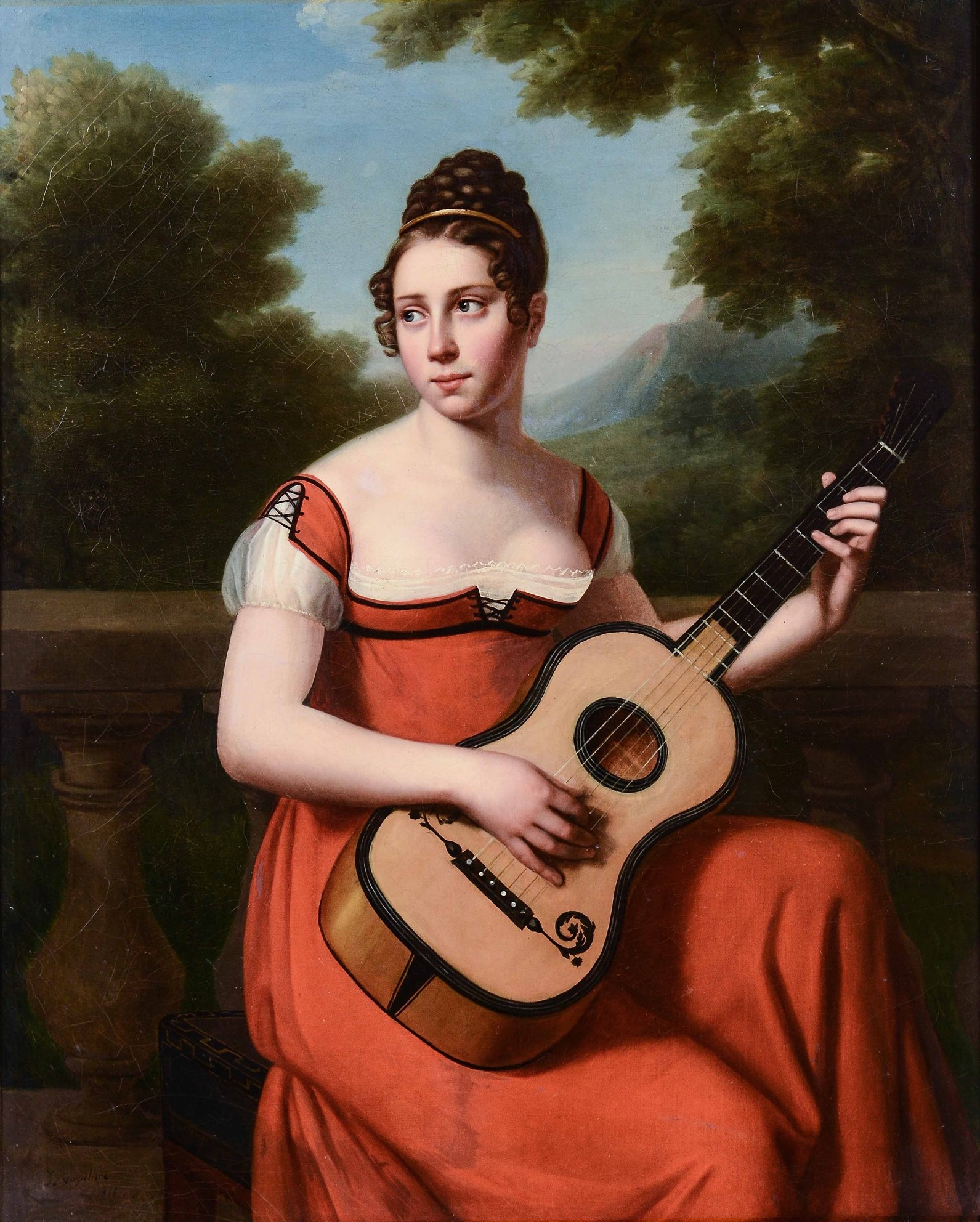
Portrait d'une dame jouant de la guitare, 1813 ou 1815
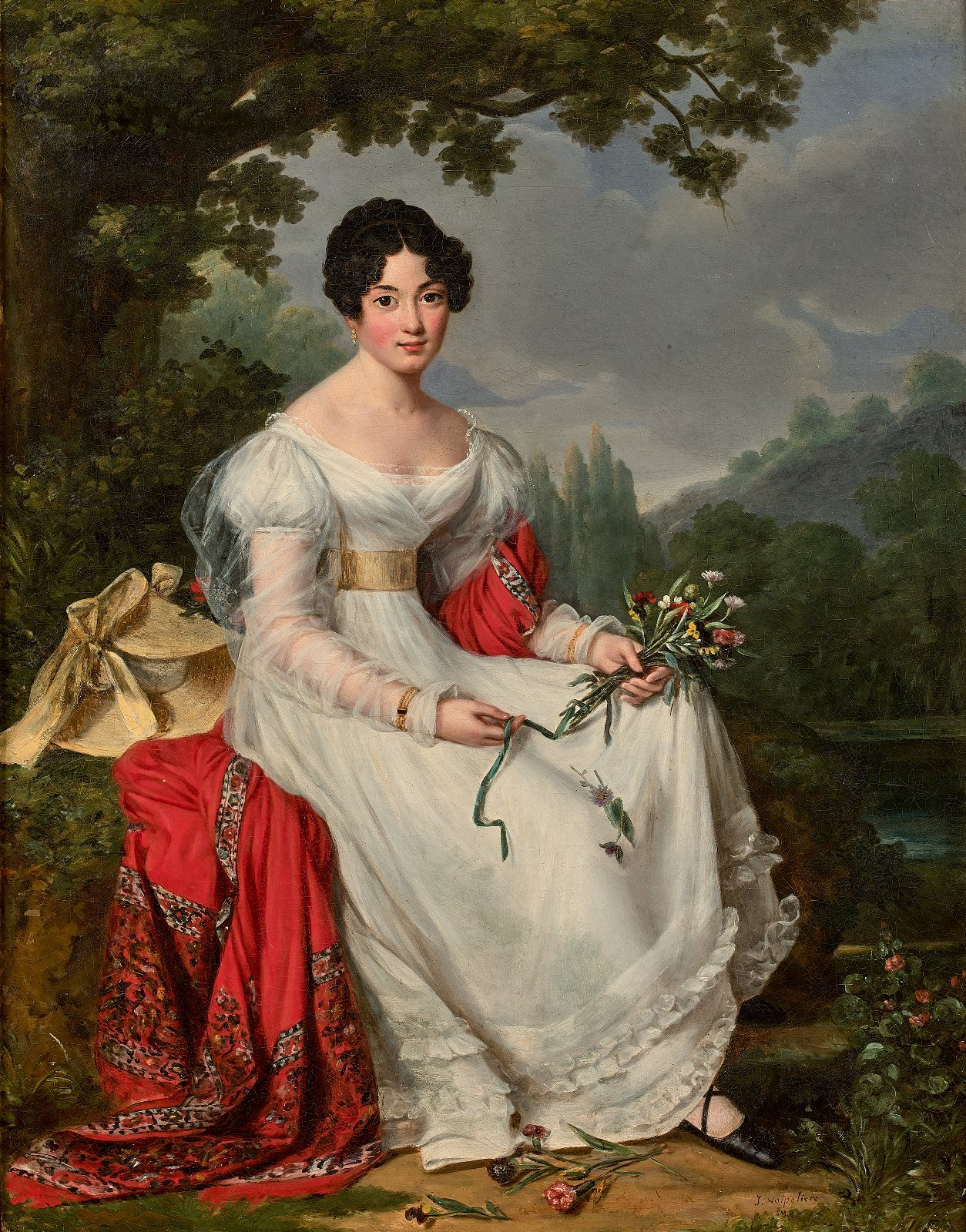
Portrait de jeune femme au bouquet de fleurs, 1822
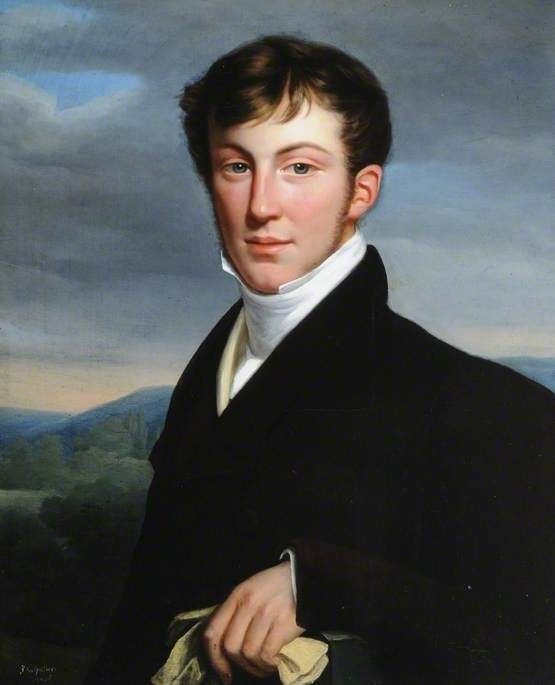
George Barkworth, 1826 (Kingston upon Hull, Guildhall)
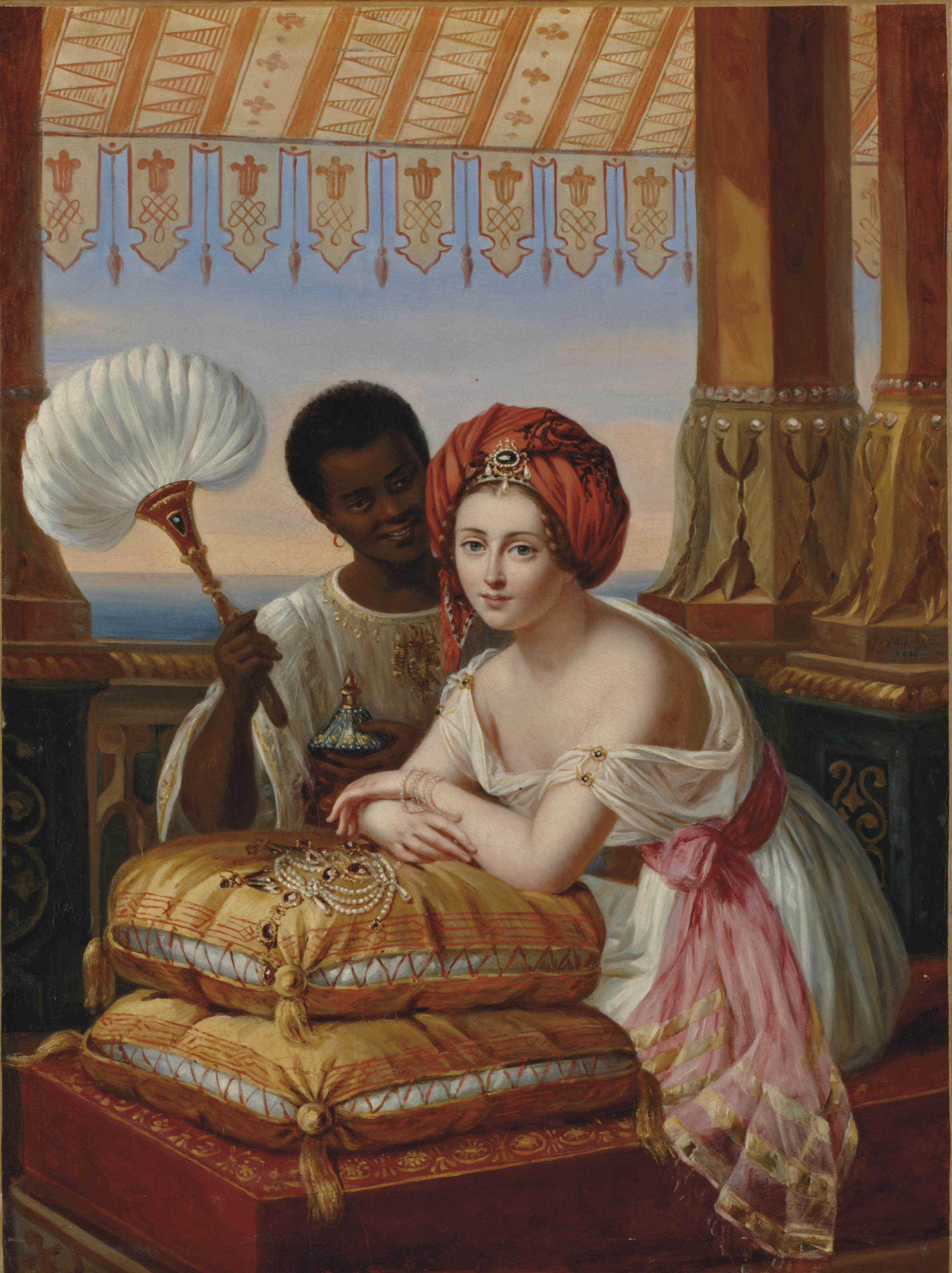
Jeune orientale et sa servante, 1836
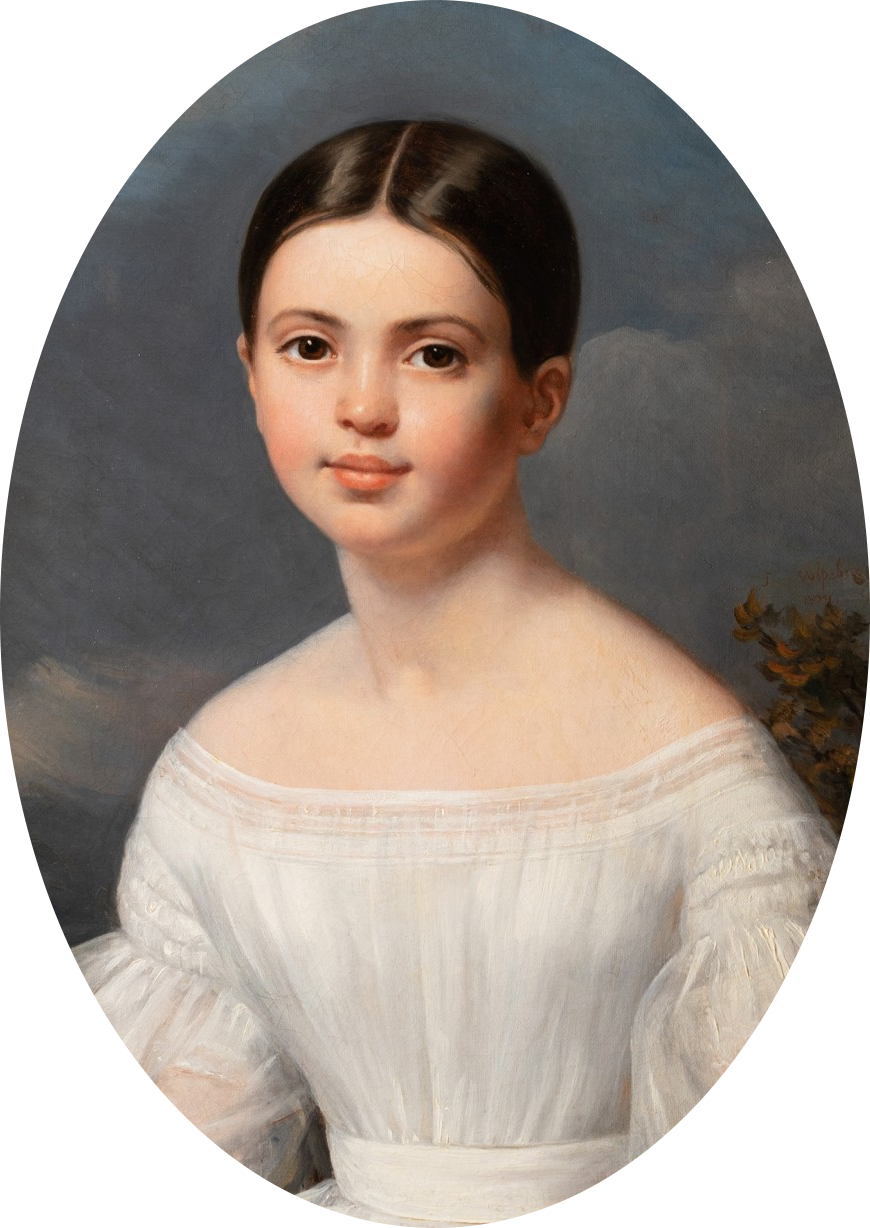
Aglaé-Françoise Lèbe Gigun, 1839